# گوفردو لومباردو

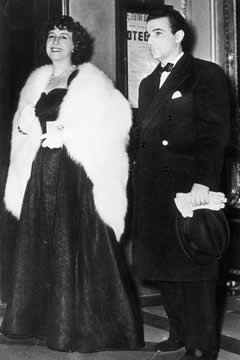
گوفردو لومباردو تهیه‌کننده فیلم اهل ایتالیا

گوفردو لومباردو (انگلیسی: Goffredo Lombardo؛ ‏ ۱۵ مهٔ ۱۹۲۰ – ۲ فوریهٔ ۲۰۰۵) تهیه‌کننده فیلم اهل ایتالیا بود.
از فیلم‌هایی که وی در آن‌ها نقش داشته‌است، می‌توان به فرشته سپید، روکو و برادرانش، سدوم و گمورا، خاطرات خانواده و یوزپلنگ اشاره نمود.